# Dirphia minor
Dirphia minor är en fjärilsart som beskrevs av Eugène Louis Bouvier 1929. Dirphia minor ingår i släktet Dirphia och familjen påfågelsspinnare. Inga underarter finns listade i Catalogue of Life.